# Elvira Andreani
Elvira Andreani (Nàpols, 1894 - ?) fou una cantant italiana.
Estudià cant i piano al conservatori de la seva ciutat natal. El 1912 passà a la República Argentina, amb una companyia d'opereta italiana, debutant com a protagonista d'Eva. Després formà part de diverses companyies d'opereta i més tard passà a Nova York, on cantà òpera en el Century i en el Nacional. Dos anys després es dedicà a l'opereta espanyola i actuà en aquest gènere en les companyies d'Ortiz i Zárate, Romo-Viñas, Manuel Penella, Miguel Lamas i Pibernat-Durante.